# Veer Nieuw-Beijerland - Hekelingen
Het Veer Nieuw-Beijerland - Hekelingen is een autoveerverbinding over het Spui tussen de plaatsen Nieuw-Beijerland en Hekelingen in Zuid-Holland, Nederland. Het vervoert voetgangers, fietsers en vrijwel alle voertuigen. 

De vroegst bekende vermelding van "'t feer tusschen Hekelinghe ende den moerdijc van Puttermoer" is uit 1379, uit een rekening van de domeinen van Putten. Puttermoer was het gebied dat later de Beijerlanden ging heten. Eeuwenlang gebruikte men voor de overtocht een roeiboot, in de eerste helft van de 20e eeuw van een trekpont en daarna van een motorpont.